# Бульвар Капуцинок
Бульвар Капуцинок (фр. Boulevard des Capucines), также ошибочно бульвар Капуцинов — бульвар во II округе Парижа, названный так по имени стоявшего здесь женского монастыря капуцинок.

## История
Создан по приказу Людовика XIV на месте бастионов крепостной стены Людовика XIII. До Революции 1789 года вдоль южной стороны бульвара шли сады монастыря капуцинок. Вплоть до 1858 года северная сторона оставалась засаженной деревьями, но не застроенной, а вдоль неё шла так называемая Нижняя улица Крепостной стены, проходившая на месте засыпанного рва. В 1858 году, когда была создана площадь Оперы, Нижнюю улицу сровняли и объединили с бульваром. В наши дни бульвар Капуцинок входит в число так называемых Больших бульваров.

## Знаменитые здания
- Дом № 2 — Бывший «Отель Монморанси[фр.]», с 1869 года здесь располагался парижский Театр «Водевиль»[фр.], c 1927 — кинозал «Paramount Opéra», ныне — «Gaumont Opéra[фр.]». Главный зал сохраняет конструктивный план большого салонного отеля XVIII века c ротондой в виде украшения фасада.

- Дом № 14 — На этом месте стоял дом, где 28 декабря 1895 года состоялся первый в мире общедоступный публичный киносеанс из 10 короткометражных фильмов[4]. Братья Люмьер показали фильмы «Выход рабочих с фабрики», «Вольтижировка», «Политый поливальщик», «Прибытие делегатов на фотоконгресс в Лионе» и др. Вопреки расхожему мнению, которое попало даже в советский учебник по истории зарубежного кино, фильм «Прибытие поезда» был представлен публике лишь в январе 1896 года и не показывался на знаменитом первом платном киносеансе[5].

- Дом № 35 — студия фотографа Надара. В ней в апреле 1874 года прошла первая выставка импрессионистов.

- Дом № 28 — концертный зал «Олимпия», самый старый из ныне действующих концертных залов Парижa и один из самых популярных в мире.

## Галерея
- Клод Моне. Бульвар Капуцинок. 1873 г. Музей искусств Нельсона и Аткинс[англ.]
- Клод Моне. Бульвар Капуцинок в Париже. 1873 г. ГМИИ им. А. С. Пушкина
- К. А. Коровин. Бульвар Капуцинок. 1911 г. ГТГ
- Жан Беро. Бульвар Капуцинок. Частная коллекция